# Intertoto-Cup 1982
Der 16. Intertoto-Cup wurde im Jahr 1982 ausgespielt. Das Turnier wurde mit 36 Mannschaften ausgerichtet.

## Gruppenphase

### Gruppe 1
| Pl. | Verein              | Sp. | S | U | N | Tore    | Diff. | Punkte |
| --- | ------------------- | --- | - | - | - | ------- | ----- | ------ |
| 1.  | Standard Lüttich    | 6   | 3 | 1 | 2 | 012:100 | +2    | 07:50  |
| 2.  | Bayer 04 Leverkusen | 6   | 2 | 2 | 2 | 012:900 | +3    | 06:60  |
| 3.  | Tscherno More Warna | 6   | 2 | 2 | 2 | 007:800 | −1    | 06:60  |
| 4.  | Hvidovre IF         | 6   | 1 | 3 | 2 | 005:900 | −4    | 05:70  |

|                     | Belgien | Deutschland Bundesrepublik | Bulgarien 1971 | Danemark |
| ------------------- | ------- | -------------------------- | -------------- | -------- |
| Standard Lüttich    |         | 4:1                        | 3:1            | 3:0      |
| Bayer 04 Leverkusen | 5:1     |                            | 3:0            | 2:2      |
| Tscherno More Warna | 2:0     | 1:1                        |                | 2:0      |
| Hvidovre IF         | 1:1     | 1:0                        | 1:1            |          |

### Gruppe 2
| Pl. | Verein            | Sp. | S | U | N | Tore    | Diff. | Punkte |
| --- | ----------------- | --- | - | - | - | ------- | ----- | ------ |
| 1.  | Widzew Łódź       | 6   | 3 | 1 | 2 | 008:700 | +1    | 07:50  |
| 2.  | Arminia Bielefeld | 6   | 2 | 2 | 2 | 010:900 | +1    | 06:60  |
| 3.  | FC St. Gallen     | 6   | 3 | 0 | 3 | 007:800 | −1    | 06:60  |
| 4.  | RFC Lüttich       | 6   | 2 | 1 | 3 | 008:900 | −1    | 05:70  |

|                   | Polen | Deutschland Bundesrepublik | Schweiz | Belgien |
| ----------------- | ----- | -------------------------- | ------- | ------- |
| Widzew Łódź       |       | 2:1                        | 0:1     | 3:1     |
| Arminia Bielefeld | 1:1   |                            | 3:1     | 1:1     |
| FC St. Gallen     | 1:2   | 1:2                        |         | 1:0     |
| RFC Lüttich       | 2:0   | 3:2                        | 1:2     |         |

### Gruppe 3
| Pl. | Verein            | Sp. | S | U | N | Tore    | Diff. | Punkte |
| --- | ----------------- | --- | - | - | - | ------- | ----- | ------ |
| 1.  | Aarhus GF         | 6   | 4 | 0 | 2 | 014:120 | +2    | 08:40  |
| 2.  | Werder Bremen     | 6   | 3 | 1 | 2 | 021:130 | +8    | 07:50  |
| 3.  | TJ Plastika Nitra | 6   | 2 | 1 | 3 | 016:160 | ±0    | 05:70  |
| 4.  | SK Sturm Graz     | 6   | 2 | 0 | 4 | 011:210 | −10   | 04:80  |

|                   | Danemark | Deutschland Bundesrepublik | Tschechoslowakei | Osterreich |
| ----------------- | -------- | -------------------------- | ---------------- | ---------- |
| Aarhus GF         |          | 2:1                        | 1:0              | 6:1        |
| Werder Bremen     | 4:1      |                            | 3:3              | 7:2        |
| TJ Plastika Nitra | 3:4      | 3:5                        |                  | 5:3        |
| SK Sturm Graz     | 3:0      | 2:1                        | 10:2 1           |            |

### Gruppe 4
| Pl. | Verein       | Sp. | S | U | N | Tore    | Diff. | Punkte |
| --- | ------------ | --- | - | - | - | ------- | ----- | ------ |
| 1.  | Lyngby BK    | 6   | 3 | 2 | 1 | 011:700 | +4    | 08:40  |
| 2.  | MSV Duisburg | 6   | 3 | 1 | 2 | 012:700 | +5    | 07:50  |
| 3.  | Motor Lublin | 6   | 1 | 3 | 2 | 008:110 | −3    | 05:70  |
| 4.  | FC Luzern    | 6   | 1 | 2 | 3 | 004:100 | −6    | 04:80  |

|              | Danemark | Deutschland Bundesrepublik | Polen | Schweiz |
| ------------ | -------- | -------------------------- | ----- | ------- |
| Lyngby BK    |          | 1:3                        | 0:0   | 2:0     |
| MSV Duisburg | 1:2      |                            | 4:1   | 2:0     |
| Motor Lublin | 2:2      | 3:2                        |       | 2:2     |
| FC Luzern    | 1:4      | 0:0                        | 1:0   |         |

### Gruppe 5
| Pl. | Verein           | Sp. | S | U | N | Tore    | Diff. | Punkte |
| --- | ---------------- | --- | - | - | - | ------- | ----- | ------ |
| 1.  | FC Admira/Wacker | 6   | 4 | 1 | 1 | 008:600 | +2    | 09:30  |
| 2.  | Hapoel Tel Aviv  | 6   | 4 | 0 | 2 | 012:100 | +2    | 08:40  |
| 3.  | IFK Norrköping   | 6   | 2 | 0 | 4 | 014:800 | +6    | 04:80  |
| 4.  | Hapoel Kfar Saba | 6   | 1 | 1 | 4 | 008:180 | −10   | 03:90  |

|                  | Osterreich | Israel | Schweden | Israel |
| ---------------- | ---------- | ------ | -------- | ------ |
| FC Admira/Wacker |            | 2:1    | 1:0      | 3:0    |
| Hapoel Tel Aviv  | 4:0        |        | 2:0      | 1:0    |
| IFK Norrköping   | 0:1        | 5:0    |          | 7:1    |
| Hapoel Kfar Saba | 1:1        | 3:4    | 3:2      |        |

### Gruppe 6
| Pl. | Verein             | Sp. | S | U | N | Tore    | Diff. | Punkte |
| --- | ------------------ | --- | - | - | - | ------- | ----- | ------ |
| 1.  | Bohemians ČKD Prag | 6   | 6 | 0 | 0 | 016:300 | +13   | 12:0   |
| 2.  | Gwardia Warschau   | 6   | 2 | 1 | 3 | 007:800 | −1    | 05:70  |
| 3.  | BSC Young Boys     | 6   | 2 | 1 | 3 | 008:130 | −5    | 05:70  |
| 4.  | LASK Linz          | 6   | 1 | 0 | 5 | 006:130 | −7    | 02:10  |

|                    | Tschechoslowakei | Polen | Schweiz | Osterreich |
| ------------------ | ---------------- | ----- | ------- | ---------- |
| Bohemians ČKD Prag |                  | 1:0   | 5:0     | 2:1        |
| Gwardia Warschau   | 0:1              |       | 2:2     | 1:0        |
| BSC Young Boys     | 1:3              | 2:1   |         | 0:2        |
| LASK Linz          | 1:4              | 2:3   | 0:3     |            |

### Gruppe 7
| Pl. | Verein            | Sp. | S | U | N | Tore    | Diff. | Punkte |
| --- | ----------------- | --- | - | - | - | ------- | ----- | ------ |
| 1.  | IK Brage          | 6   | 5 | 0 | 1 | 010:200 | +8    | 10:20  |
| 2.  | Pogoń Stettin     | 6   | 3 | 1 | 2 | 010:900 | +1    | 07:50  |
| 3.  | Sparta Prag       | 6   | 1 | 2 | 3 | 004:800 | −4    | 04:80  |
| 4.  | Wiener Sport-Club | 6   | 0 | 3 | 3 | 010:150 | −5    | 03:90  |

|                   | Schweden | Polen | Tschechoslowakei | Osterreich |
| ----------------- | -------- | ----- | ---------------- | ---------- |
| IK Brage          |          | 2:0   | 2:0              | 3:0        |
| Pogoń Stettin     | 1:0      |       | 2:0              | 3:3        |
| Sparta Prag       | 0:1      | 1:0   |                  | 2:2        |
| Wiener Sport-Club | 1:2      | 3:4   | 1:1              |            |

### Gruppe 8
| Pl.                                             | Verein               | Sp. | S | U | N | Tore    | Diff. | Punkte |
| ----------------------------------------------- | -------------------- | --- | - | - | - | ------- | ----- | ------ |
| 1.                                              | Östers IF 1          | 6   | 4 | 1 | 1 | 012:700 | +5    | 09:30  |
| 1.                                              | TJ Zbrojovka Brünn 1 | 6   | 4 | 1 | 1 | 011:600 | +5    | 09:30  |
| 3.                                              | Łódzki KS            | 6   | 1 | 2 | 3 | 008:100 | −2    | 04:80  |
| 4.                                              | FC Zürich            | 6   | 1 | 0 | 5 | 007:150 | −8    | 02:10  |
| 1 Beide Mannschaften wurden zum Sieger erklärt. |                      |     |   |   |   |         |       |        |

|                    | Schweden | Tschechoslowakei | Polen | Schweiz |
| ------------------ | -------- | ---------------- | ----- | ------- |
| Östers IF          |          | 2:0              | 4:3   | 3:0     |
| TJ Zbrojovka Brünn | 2:0      |                  | 2:1   | 4:1     |
| Łódzki KS          | 1:1      | 0:0              |       | 3:0     |
| FC Zürich          | 1:2      | 2:3              | 3:0   |         |

### Gruppe 9
| Pl. | Verein                  | Sp. | S | U | N | Tore    | Diff. | Punkte |
| --- | ----------------------- | --- | - | - | - | ------- | ----- | ------ |
| 1.  | IFK Göteborg            | 6   | 4 | 1 | 1 | 019:110 | +8    | 09:30  |
| 2.  | Næstved IF              | 6   | 3 | 1 | 2 | 013:140 | −1    | 07:50  |
| 3.  | FC Tschernomorez Burgas | 6   | 2 | 1 | 3 | 017:160 | +1    | 05:70  |
| 4.  | TJ Baník Ostrava OKD    | 6   | 1 | 1 | 4 | 008:160 | −8    | 03:90  |

|                         | Schweden | Danemark | Bulgarien 1971 | Tschechoslowakei |
| ----------------------- | -------- | -------- | -------------- | ---------------- |
| IFK Göteborg            |          | 5:0      | 4:4            | 2:1              |
| Næstved IF              | 4:2      |          | 3:1            | 5:1              |
| FC Tschernomorez Burgas | 2:4      | 4:0      |                | 5:2              |
| TJ Baník Ostrava OKD    | 0:2      | 1:1      | 3:1            |                  |

## Intertoto-Cup Sieger 1982
- Standard Lüttich
- Widzew Łódź
- Aarhus GF
- Lyngby BK
- FC Admira/Wacker
- Bohemians ČKD Prag
- IK Brage
- Östers IF
- TJ Zbrojovka Brünn
- IFK Göteborg